# Andrew Morton (programista)

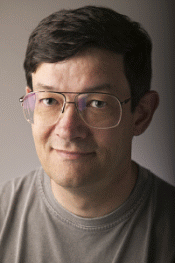
Andrew Morton

Andrew Morton (ur. 1959 w Anglii) – australijski programista, współtwórca jądra Linux.
W procesie rozwoju jądra Linux pełni funkcję opiekuna gałęzi 2.6. Jest jednym z programistów rozwijających jądro, którzy odmówili używania programu BitKeeper, jako będącego oprogramowaniem niewolnym.
Od sierpnia 2006 jest pracownikiem firmy Google.